# Castle Carrock
Castle Carrock – wieś w Anglii, w Kumbrii, w dystrykcie (unitary authority) Cumberland. Leży 15 km na wschód od miasta Carlisle i 413 km na północny zachód od Londynu.